# Magiczny autobus znów rusza w trasę
Magiczny autobus znów rusza w trasę (ang. The Magic School Bus Rides Again) – kanadyjsko-amerykański serial animowany będący spin-offem serialu Magiczny autobus.
Światowa premiera serialu odbyła się 29 września 2017 roku na platformie Netflix. Polska premiera serialu odbyła się tego samego dnia.

## Fabuła
Pani Loczek odchodzi na emeryturę i przekazuje klucze do magicznego autobusu swojej młodszej siostrze, Fionie. Uczniów magicznego autobusu i ich nową nauczycielkę czekają szalone przygody pełne nauki i zabawy.

## Wersja polska
Wersja polska: BTI Studios / Iyuno Media Group

Reżyseria: Zuzanna Galia

Tłumaczenie i dialogi:
- Małgorzata Giec (odc. 1, 4-13),
- Katarzyna Wojsz (odc. 2-3),
- Anna Wysocka (odc. 14, 22, 25-26),
- Elżbieta Pruśniewska (odc. 15-21, 23-24),
- Monika Malesza (odc. S1, S2, S3)

Teksty piosenek: 
- Jacek Mikołajczyk,
- Joanna Krejzler (odc. S3)

Kierownictwo muzyczne: Piotr Gogol

Dźwięk:
- Alicja Nowak (odc. 1-13),
- Aleksander Shaida (odc. 1-13, 15-21, 23-24),
- Sławomir Karolak (odc. 14, 20-26),
- Wojciech Sławacki (odc. 15-19)

Montaż i zgranie:
- Alicja Nowak (odc. 1-13),
- Sławomir Karolak (odc. 14, 20-26),
- Wojciech Sławacki (odc. 15-19),
- Aleksander Shaida (odc. S1, S2, S3),
- Przemysław Kruszewski (odc. S1, S2, S3)

Montaż piosenek: Bartłomiej Majewicz (odc. S3)

Kierownictwo produkcji:
- Karol Gajos (odc. 1-10),
- Katarzyna Ciecierska (odc. 11-26),
- Magdalena Rudnicka (odc. S2, S3)

Koordynacja projektu: Magdalena Rudnicka (odc. S1)

Wystąpili:
- Olga Bończyk – Prof. Loczek
- Izabela Bujniewicz – Pani Loczek
- Justyna Bojczuk – Anabella
- Beniamin Lewandowski – Arnold
- Krzysztof Szczepaniak – Carlos
- Zuzanna Jaźwińska – Jyoti
- Magdalena Wasylik – Kitka
- Maksymilian Michasiów – Ralphie
- Józef Pawłowski – Tim
- Karolina Bacia – Wanda
- Jan Aleksandrowicz-Krasko – Hadfield

W pozostałych rolach:
- Anna Ozner – Maven (odc. S3)
- Piotr Bajtlik
- Waldemar Barwiński
- Tomasz Błasiak
- Wojciech Chorąży
- Dorota Furtak-Masica
- Karol Gajos
- Zuzanna Galia
- Julia Galia
- Paweł Galia
- Barbara Garstka
- Maja Kwiatkowska
- Karol Kwiatkowski
- Agnieszka Mrozińska
- Amelia Natkaniec
- Dariusz Odija
- Krzysztof Plewako-Szczerbiński
- Kamil Pruban
- Otar Saralidze
- Antoni Scardina
- Ewa Serwa
- Barbara Zielińska

Wykonanie piosenki tytułowej: Michał Rudaś

## Spis odcinków
| Nr                | Polski tytuł                   | Angielski tytuł                    |
| ----------------- | ------------------------------ | ---------------------------------- |
|                   |                                |                                    |
| SERIA PIERWSZA    |                                |                                    |
|                   |                                |                                    |
| 01                | Loczek z przyszłości           | Frizzle of the Future              |
|                   |                                |                                    |
| 02                | Świnki na wietrze              | Pigs in the Wind                   |
|                   |                                |                                    |
| 03                | Pływać jak ryba                | In the Swim                        |
|                   |                                |                                    |
| 04                | Kapitan Skała                  | The Battle for Rock Mountain       |
|                   |                                |                                    |
| 05                | Magnetyczne mambo              | The Magnetic Mambo                 |
|                   |                                |                                    |
| 06                | Kichający Carlos               | Carlos Gets the Sneezes            |
|                   |                                |                                    |
| 07                | Zabawa w chowanego             | Hides and Seeks                    |
|                   |                                |                                    |
| 08                | Trzy w jednym                  | Three in One                       |
|                   |                                |                                    |
| 09                | Misja: selfie w kosmosie       | Space Mission: Selfie              |
|                   |                                |                                    |
| 10                | O czym mówią lodowce           | The Tales Glaciers Tell            |
|                   |                                |                                    |
| 11                | Nerwy Ralphiego                | Ralphie Strikes a Nerve            |
|                   |                                |                                    |
| 12                | Potworna moc                   | Monster Power                      |
|                   |                                |                                    |
| 13                | Morskie głębiny                | DA and the Deep Blue Sea           |
|                   |                                |                                    |
| SERIA DRUGA       |                                |                                    |
|                   |                                |                                    |
| 14                | Świat sprzed naszych czasów    | The Land Before Tim                |
|                   |                                |                                    |
| 15                | Pazurzasty podejrzany          | Claw and Order                     |
|                   |                                |                                    |
| 16                | Nawiedzona farma               | Ghost Farm                         |
|                   |                                |                                    |
| 17                | Dzieci w sieci                 | Nothin' But Net                    |
|                   |                                |                                    |
| 18                | W mgnieniu oka                 | I Spy with my Animal Eyes          |
|                   |                                |                                    |
| 19                | Gotowi na porażkę              | Ready, Set, Fail!                  |
|                   |                                |                                    |
| 20                | Dobry, zły i klopsik           | The Good, the Bad, and the Gnocchi |
|                   |                                |                                    |
| 21                | Z głową w chmurach             | Send in the Clouds                 |
|                   |                                |                                    |
| 22                | Ralphie i Uskrzydleni Tennelli | Ralphie and the Flying Tennellis   |
|                   |                                |                                    |
| 23                | Tim i gadające drzewa          | Tim and the Talking Trees          |
|                   |                                |                                    |
| 24                | Nic się nie zmarnuje tu        | Waste Not, Want Not                |
|                   |                                |                                    |
| 25                | Tajemniczy gen Janet           | Janet's Mystery Gene               |
|                   |                                |                                    |
| 26                | W poszukiwaniu magii           | Making Magic                       |
| ODCINKI SPECJALNE |                                |                                    |
|                   |                                |                                    |
| S1                | Dzieciaki w kosmosie           | Kids In Space                      |
|                   |                                |                                    |
| S2                | Pani Loczek razy trzy          | The Frizz Connection               |
|                   |                                |                                    |
| S3                | Strefy czasowe                 | In the Zone                        |
|                   |                                |                                    |